# Rockport (přehradní nádrž)
Rockport je přehradní nádrž v okresu Summit County v americkém státě Utah. Nachází se na řece Weber River jižně od obce Wanship po utažské státní silnici č. 32. Přehrada byla pojmenována po zaniklé obci Rockport, která byla při výstavbě přehrady zcela zatopena.